# 伊萬尼夫卡 (奧克尼市鎮)
47°31′12″N 29°32′40″E / 47.52000°N 29.54444°E
伊萬尼夫卡（烏克蘭語：Іванівка）是位於烏克蘭西南部的村莊，由敖德薩州波季利斯克區的奧克尼市鎮負責管轄。該村始建於1840年，面積0.43平方公里，海拔高度193米，2001年人口128，人口密度每平方公里297.67人。